# Sakiko Ikeda
Sakiko Ikeda (池田 咲紀子 Ikeda Sakiko?,  nacida el 8 de septiembre de 1992 en Saitama, Saitama) es una futbolista japonesa. Juega de guardameta y su equipo actual es el Urawa Reds de la Nadeshiko League de Japón.
Ikeda es internacional absoluta con la selección femenina de fútbol de Japón desde 2017. Ikeda fue elegida para integrar la selección nacional de Japón para los Copa Asiática femenina de la AFC de 2018.

## Trayectoria
Ikeda comenzó su carrera en las inferiores del Urawa Reds, y llegó al primer equipo en 2011.

## Selección nacional
En 2008 jugó por la selección sub-17 de Japón en la Copa Mundial Femenina de Fútbol Sub-17 de 2008. En 2012 jugó por el equipo sub-20 de Japón en la Copa Mundial Femenina de Fútbol Sub-20 de 2012, donde consiguieron el tercer lugar.
Fue elegida en 2017 para ser parte de la selección de Japón en la Algarve Cup 2017, donde debutó con la absoluta de su país el 6 de marzo contra Noruega.
Fue parte del plantel que ganó la Copa Asiática femenina de la AFC de 2018.
En 2019 la entrenadora Asako Takakura nominó a Ikeda para ser parte de la Copa Mundial Femenina de Fútbol de 2019.

### Clubes
| Club       | País  | Año             |
| ---------- | ----- | --------------- |
| Urawa Reds | Japón | 2011 - Presente |

## Estadística de equipo nacional
ref.
| Selección femenina de fútbol de Japón | Selección femenina de fútbol de Japón | Selección femenina de fútbol de Japón |
| Año                                   | Partidos                              | Goles                                 |
| ------------------------------------- | ------------------------------------- | ------------------------------------- |
| 2017                                  | 8                                     | 0                                     |
| 2018                                  | 6                                     | 0                                     |
| Total                                 | 14                                    | 0                                     |